# 山本唯翔
山本 唯翔（やまもと ゆいと、2001年5月16日 - ）は、新潟県松代町出身の陸上競技選手。専門は長距離種目。城西大学経営学部卒業。SUBARU所属。

## 経歴

### 中学・高校時代
新潟県松代町（現十日町市）出身。地元の十日町市立松代中学校に入学。その後、実家を離れ開志国際高等学校に入学。2年次に第69回全国高校駅伝に出場し、3区・区間21位でチームは、24位に終わる。3年次には第25回全国都道府県対抗男子駅伝に出場し、1区・区間34位で新潟県チームは35位に終わる。

### 大学時代
高校卒業後の2020年4月に城西大学へ入学した。

#### 大学1年次
- チームとして出雲駅伝の出場はなかった。

- 11月の第52回全日本大学駅伝はの7区に出走し、区間13位の走りで、チームは16位に終わり、関東地区の大学では唯一他地区の大学に敗れた。

- 1月の第97回箱根駅伝では5区を走り区間6位の走り順位を16位から3つ上げたが、チームは総合16位とシード権を獲得できなかった[2]。

- 2月の第1回全国招待大学対校男女混合駅伝競走大会では3区で区間2位の走りを見せチームは5位に入った。

#### 大学2年次
- チームは、学生三大駅伝すべての大会の出場を逃した。

#### 大学3年次
- チームとして出雲駅伝、全日本大学駅伝の出場はなかった。

- 10月の第99回箱根駅伝予選会では個人81位の走りでチームの2年ぶりの箱根駅伝出場に貢献した[3]。

- 11月の日体大長距離競技会では10000mに出場し、28分25秒21と自己ベストを更新した。

- 同じく11月には、激坂最速王決定戦2022＠ターンパイク箱根 登りの部に出場し、2位の快走を見せた[4]。

- 1月の第99回箱根駅伝では5区を走り4人抜きの快走で区間賞を獲得し、チームは9位に浮上した。東洋大の宮下隼人が持つ区間記録を更新した。チームは総合9位に入り5年ぶりのシード権を獲得した。櫛部静二監督からは、「山の神にならなくていいから、山の妖精になろう」と声をかけられ、「山の妖精」という愛称が定着した[5]。

- 同じく1月の第28回全国都道府県対抗男子駅伝では最終7区を走り区間4位の走りで9人を抜き順位を23位に上げた[6]。

- 2月の香川丸亀国際ハーフマラソンでは自己ベストとなる1時間01分34秒を記録した[7]。

#### 大学4年次
- チームとして5年ぶりの出場となった第35回出雲駅伝はアンカーの6区に出走し、区間3位の走りで、チームの学生三大駅伝では初めての表彰台となる、3位に貢献した[8]。

- チームとして3年ぶりの出場となった第55回全日本大学駅伝はアンカーの8区に出走し、区間5位の走りで、チームは5位に入り、シード権獲得に貢献した[9]。

- 1月の第100回箱根駅伝では5区を走り往路3位でゴールし、今井正人の記録には惜しくも及ばなかったが[10]、1時間09分14秒の区間新記録で区間賞を獲得し、金栗四三杯を獲得した[11]。チームは過去最高位の総合3位に入り2年連続のシード権を獲得した[12]。

## 戦績・記録

### 大学三大駅伝
| 学年               | 出雲駅伝                    | 全日本大学駅伝               | 箱根駅伝                                    |
| ------------------ | --------------------------- | ---------------------------- | ------------------------------------------- |
| 1年生 （2020年度） | 第32回 ― - ― 大会中止       | 第52回 7区-区間13位 53分39秒 | 第97回 5区-区間6位 1時間13分03秒            |
| 2年生 （2021年度） | 第33回 城西大学 不参加      | 第53回 城西大学 不参加       | 第98回 城西大学 不参加                      |
| 3年生 （2022年度） | 第34回 城西大学 不参加      | 第54回 城西大学 不参加       | 第99回 5区-区間賞 1時間10分04秒 区間新記録  |
| 4年生 （2023年度） | 第35回 6区-区間3位 29分49秒 | 第55回 8区-区間5位 59分51秒  | 第100回 5区-区間賞 1時間09分14秒 区間新記録 |

### その他の駅伝戦績
| 年   | 大会                                      | 区間            | 区間順位 | 記録     | 備考 |
| ---- | ----------------------------------------- | --------------- | -------- | -------- | ---- |
| 2018 | 第41回伊那駅伝                            | 3区（7.2km）    | 11位     | 23分39秒 |      |
| 2018 | 第69回全国高等学校駅伝競走大会            | 3区（8.1075km） | 21位     | 24分54秒 |      |
| 2020 | 第25回全国都道府県対抗駅伝競走大会        | 1区（7.0km）    | 34位     | 20分41秒 |      |
| 2021 | 第1回全国招待大学対校男女混合駅伝競走大会 | 3区（5.0km）    | 2位      | 14分26秒 |      |
| 2023 | 第28回全国都道府県対抗駅伝競走大会        | 7区（13.0km）   | 4位      | 37分42秒 |      |
| 2024 | 第29回全国都道府県対抗駅伝競走大会        | 7区（13.0km）   | 4位      | 37分50秒 |      |

## 自己記録
- 3000m - 8分04秒15（2023年3月25日：TOKOROZAWAゲームズSpring2023）
- 5000m - 13分51秒08（2023年7月8日：ホクレン・ディスタンスチャレンジ網走大会）
- 10000m - 28分25秒21（2022年11月12日：第300回日本体育大学長距離競技会）
- ハーフマラソン - 1時間01分34秒（2023年2月5日：第75回香川丸亀国際ハーフマラソン）